# Магедово
Магедово (укр. Магедове) — посёлок,
Конско-Раздоровский сельский совет,
Пологовский район,
Запорожская область,
Украина.
Код КОАТУУ — 2324282403. Население по переписи 2001 года составляло 200 человек.

## Географическое положение
Посёлок Магедово находится на расстоянии в 1 км от села Лозовое.
Через посёлок проходит автомобильная дорога, станция Магедово.

## История
- 1771 год — дата основания.

## Экономика
- Магедовское хлебоприемное предприятие, ОАО.
- Розовский элеватор, ОАО.